# Infidèlement vôtre
Pour plus de détails, voir Fiche technique et Distribution.
Infidèlement vôtre (Unfaithfully Yours) est un film américain écrit, produit et réalisé par Preston Sturges, sorti en 1948.

## Synopsis
Un chef d'orchestre en est persuadé : sa femme le trompe ! Alors qu'il dirige un concert, il imagine trois manières de la tuer, au gré de l'inspiration que lui apportent les musiques de Rossini, Wagner et Tchaïkovski. La salle est en délire : jamais le chef d'orchestre n'a semblé aussi habité par sa partition ! Ne reste plus qu'à mettre le crime en pratique....

## Fiche technique
- Titre original : Unfaithfully Yours
- Titre français : Infidèlement vôtre
- Réalisation : Preston Sturges
- Scénario : Preston Sturges
- Production : Preston Sturges
- Société de production : Twentieth Century Fox
- Musique : Rossini, Richard Wagner et Tchaïkovski
- Direction musicale : Alfred Newman
- Compositeur : Cyril J. Mockridge musique additionnelle (non crédité)
- Photographie : Victor Milner
- Montage : Robert Fritch
- Direction artistique : Lyle Wheeler et Joseph C. Wright
- Décorateur de plateau : Paul S. Fox et Thomas Little
- Costumes : Bonnie Cashin, Charles Le Maire et Sam Benson (non crédité)
- Pays de production :  États-Unis
- Langue originale : anglais
- Format : noir et blanc – 35 mm – 1,37:1 – mono (Western Electric Recording)
- Genre : screwball comedy
- Durée : 105 minutes
- Date de sortie : 
  - États-Unis : 10 décembre 1948
  - France : 31 août 1949

## Distribution
- Rex Harrison : Sir Alfred De Carter
- Linda Darnell : Daphné De Carter
- Barbara Lawrence : Barbara
- Rudy Vallée : August Henshler
- Kurt Kreuger : Anthony
- Lionel Stander : Hugo
- Edgar Kennedy : Détective Sweeney
- Al Bridge : le détective
- Julius Tannen : le tailleur
- Torben Meyer : Dr Schultz

Et, parmi les acteurs non crédités :
- George Beranger : Maître d'hôtel
- Jimmy Conlin (rôle coupé au montage) : Le père de Daphné
- Robert Greig : Jules, le valet
- J. Farrell MacDonald : Le gardien du théâtre

## Autour du film
Un remake sera tourné en 1984 sous le titre : Faut pas en faire un drame.